# Danske traditioner
Danske traditioner og skikke sorteret efter måned. Mange af traditionerne er arvet fra udlandet:

## Januar
- Nøjesgaw
- 6. januar:Helligtrekonger
  - Helligtrekongerslys

## Februar
- 2. februar Kyndelmisse
- 21. februar: Pers Awten

### Fastelavn
- Fastelavn falder 49 dage før påskesøndag.
  - Slå katten af tønden,
    - Kattekonge
    - Kattedronning

  - Fastelavnsboller
  - Fastelavnsris
  - Hvide tirsdag

## Marts
- 8. marts: Kvindernes internationale kampdag

## April
- 1. april: Dagen hvor det er tilladt at med aprilsnar "drive gæk" med folk.
- 30. april: Valborgsaften

### Påske
- Påskedag den første søndag efter første fuldmåne efter forårsjævndøgn, tidligst 22. marts og senest 25. april.
  - Påskefrokost
  - Påskekylling
  - Påskehare
  - Påskebryg
  - Påskeæg
  - Gækkebrev
  - Påskelilje

## Maj
- Mors dag anden søndag i maj.
- Store bededag var[1] en officiel dansk helligdag, som falder på fjerde fredag efter påske.
  - Hveder
- 1. maj: Valborgsdag, Skiftedag (for tyende) og Arbejdernes internationale kampdag
- 4. maj: Denne dag sætter man stearinlys i vinduet om aftenen for at fejre befrielsen i 1945.

## Juni
- Studentereksamen
  - Studenterhue
- Pinse 50 dage efter påske
- 5. juni: Fars dag og Grundlovsdag
- 23. juni: Sankthans
  - Midsommervisen

## September
- 29. september:Mikkelsdag

## Oktober
- 31. oktober: Halloween (Allehelgensaften)
  - Græskar

## November
- 1. november: Skiftedag (for tyende)
- Aftenen op til første søndag i november: Allehelgensaften
- 11. november: Mortensaften/Mortensdag med lanterneoptog og spisning af mortensgås

## December
- Advent de fire søndage op til den 25. december
  - Adventskalender
  - Adventskrans
- 13. december: Luciadag

### Jul
Lillejuleaften (23. december) •  Juleaften (24. december) •  Juledag (25. december) •  2. juledag (26. december)
- Jul

### Nytår
- Nytår
  - Nytårsaften
    - Fyrværkeri
    - Champagne
    - Kransekage
    - Nytårstorsk
    - Dronningens nytårstale
    - 90-års-fødselsdagen
    - Københavns Rådhus slår 12
    - Rummelpot

  - Nytårsdag